# Сапсан (ракетный комплекс)
«Сапсан» — украинский многофункциональный оперативно-тактический ракетный комплекс (ОТРК), разработанный КБ «Южное» и «Южмаш». Первоначальная версия ракеты «Сапсан», предназначенная для нужд Украины, должна была иметь дальность действия 500 километров. Более поздняя версия «Гром», разработанная для экспорта, имеет дальность полёта, ограниченную 300 километрами.
Комплекс предназначен для создания украинского щита сил неядерного сдерживания.

## История проекта
После провозглашения независимости Украины, декларации безъядерного статуса страны и подписания Договора о нераспространении ядерного оружия в 1994 году количество ракетных комплексов в вооружённых силах Украины было сокращено. На вооружении остались только советские комплексы 9К79-1 «Точка-У». Их эксплуатация была затруднена, поскольку создававшие и выпускавшие это оружие предприятия военно-промышленного комплекса СССР в основном остались за пределами Украины, а выпуск многих комплектующих частей был прекращён.
В 1994—2003 гг. КБ «Южное» вело работы по созданию оперативно-тактического комплекса «Борисфен», но в конечном итоге работы были прекращены.
В 2006 году при активной поддержке президента В. А. Ющенко Совет безопасности Украины принял решение о начале разработки многофункционального ракетного оперативно-тактического комплекса «Сапсан», в этом же году был заключён договор с КБ «Южное» на разработку комплекса и начаты работу по проекту.
В 2007 году на финансирование работ по проекту было выделено 12 млн долларов США. В апреле 2010 года генеральный директор Национального космического агентства Украины Ю. С. Алексеев сообщил, что в 2009 году конструкторское бюро «Южное» завершило эскизный проект комплекса «Сапсан» (на разработку которого было выделено 6,8 млн долларов) и может приступить к его проектированию. В соответствии с планом, комплекс должен был поступить на вооружение украинской армии в 2011 году, но в связи с недостаточным финансированием работы затянулись.
В феврале 2011 года президент Украины В. Ф. Янукович сообщил, что комплекс «Сапсан» будет создан, а генеральный директор НКАУ Ю. С. Алексеев оценил объём затрат на создание комплекса к 2015 году в 3,5 млрд гривен (примерно 460 млн долларов США).
В октябре 2011 года генеральный конструктор КБ «Южное» А. В. Дегтярёв сообщил, что работы по созданию комплекса планируется завершить до конца 2015 года.
В начале 2012 года председатель Государственного космического агентства Украины Ю. С. Алексеев сообщил, что в проекте создания комплекса задействованы около 70 предприятий Украины и что 99 % компонентов комплекса — украинского производства.
В январе 2012 года министерство обороны выделило на работы по проекту 105,5 млн гривен. 31 января 2012 года министерство обороны уточнило, что на работы по проекту уже было выделено 196 млн гривен. По официальным данным правительства Украины, к этому времени в работах по проекту были заняты 12 тысяч человек.
22 июня 2013 года министерство обороны Украины остановило финансирование работ по проекту, а 26 июня 2013 года министр обороны Украины П. В. Лебедев сообщил, что Министерство обороны отказалось от разработки проекта ракетного комплекса «Сапсан» из-за неэффективного использования бюджетных средств. Расходы на проект составили свыше 200 млн гривен.
В январе 2015 года главный конструктор КБ «Южное» А. Дегтярёв заявил, что правительство Украины поддерживает идею возобновления работ по созданию ракетного комплекса и что при условии возобновления финансирования проекта «Сапсан» в необходимых пределах (по предварительной оценке — после выделения 3,7 млрд гривен), ракетный комплекс может быть представлен на опытные испытания в 2018 году.
29 декабря 2015 секретарь СНБО Украины А. В. Турчинов сообщил в интервью, что на Украине начата разработка нового оперативно-тактического комплекса, превышающего по характеристикам ОТРК «Сапсан».
28 января 2016 президент Украины П. А. Порошенко сообщил, что в утверждённом варианте государственного военного заказа Украины на 2016 год предусмотрено выделение финансирования государственной целевой программы создания многоцелевого ракетного комплекса «Сапсан».
В августе 2018 макет комплекса принял участие в параде по случаю Дня независимости Украины. 
Видео пуска ракеты из ОТРК «Сапсан» был впервые продемонстрирован 1 января 2025 года в новогоднем обращении президента Украины Владимира Зеленского. О ее первом применении в мае 2025 года заявил глава офиса украинского президента Андрей Ермак в интервью британской газете The Times.
18 июня 2025 года президент Украины Владимир Зеленский заявил, что началось серийное производство этих комплексов.

## Параметры «Сапсана»
| Общие сведения                                               | Общие сведения |
| ------------------------------------------------------------ | --- |
| Проектант                                                    | КБ «Южное» |
| Изготовитель                                                 | «Южмаш» |
| Заказчик                                                     | Министерство обороны Украины |
| Ожидаемая серия                                              | |
| Срок завершения проектирования                               | |
| Начало поставок в войска                                     | 2016 год (план) |
| ТТХ                                                          | |
| Вид базирования                                              | мобильный, наземный |
| Оргштатная единица                                           | батарея из 2—3 СПУ |
| Пусковая установка                                           | автономная, автоматизированная |
| Масса снаряженной СПУ                                        | 21 000 кг |
| Управление пуском                                            | с передвижного командного пункта, из кабины оператора СПУ или с выносного пульта                                                                                 |
| Тип шасси                                                    | колёсное, высокой проходимости |
| Время на подготовку ракеты к пуску                           | 2—20 минут (от степени готовности) |
| Температурный диапазон эксплуатации                          | от −40 до +50 °C |
| Типы применяемых ракет                                       | 1. Одноступенчатая баллистическая с ГЧ обычного снаряжения; 2. Зенитная ракета дальнего радиуса действия; 3. Противокорабельная ракета среднего радиуса действия |
| Головная часть БР                                            | моноблочного или кассетного типов |
| Боевая часть ЗУР                                             | проникающая осколочно-фугасная ампула |
| Стартовая масса БР                                           | 3 300 кг |
| Длина ракеты                                                 | ~7,0 м |
| Стартовая масса ЗУР                                          | 1 100 кг |
| Стартовая масса ПКР                                          | 2 100 кг |
| Масса ГЧ БР                                                  | 480 кг |
| Дальность стрельбы БР * максимальная * минимальная           | 280—480 км 30 км |
| Дальность стрельбы (высота) ЗУР * максимальная * минимальная | 150 км 10 км |
| Дальность стрельбы (ПКР) * максимальная * минимальная        | 90 км 5 км |
| Бортовая система управлення БР                               | инерциальная, комплексируемая с системами навигации и наведения различных типов                                                                                  |
| Круговое вероятное отклонение БР (зависит от типа СУ и ГЧ)   | 2—200 м |
| Вероятность поражения цели ЗУР                               | 87 % |
| Тип старта ракет                                             | миномётный, из транспортно-пускового контейнера |